# De Korenaar (Oirschot)
Windmolen De Korenaar is een ronde stenen stellingmolen te Oirschot.
Deze molen is gebouwd in 1857 en deed en doet dienst als korenmolen. Tot 1999 werd in deze molen beroepsmatig gemalen, waarbij echter ook van een motor kon worden gebruikgemaakt. Na dit jaar werd er af en toe gemalen, onder meer door de molenaars van Moergestel, toen hun eigen standerdmolen defect was. De molen is maalvaardig.